# إشتيفان بالوتاش
إشتيفان بالوتاش (بالمجرية: Palotás István)‏ (5 مارس 1908 – تاريخ الوفاة غير معروف) لاعب كرة قدم مجري راحل كان يجيد اللعب في خط الوسط.
لعب طوال مسيرته الرياضية في نادي ديبريسين.
مثل منتخب المجر في 8 مباريات (1933-1937). شارك مع منتخب المجر في بطولة كأس العالم 1934 في إيطاليا حيث خرج من الدور الربع النهائي.
تولى تدريب نادي ديبريسين (1940-1943) (1945-1947) (1949-1950) (1955-1957).

## وصلات خارجية
- إشتيفان بالوتاش على موقع الاتحاد الدولي (مؤرشف)  (الإنجليزية)
- إشتيفان بالوتاش على موقع قاعدة بيانات كرة القدم.إي يو (الإنجليزية)
- إشتيفان بالوتاش على موقع ناشيونال فوتبول تيمز (الإنجليزية)
- إشتيفان بالوتاش على موقع Soccerway.com (الإنجليزية)
- إشتيفان بالوتاش على موقع عالم كرة القدم.نت (الإنجليزية)
- سيرة ذاتية[وصلة مكسورة]